# Caren Kaye
Caren Kaye (* 12. März 1951 in New York City) ist eine US-amerikanische Schauspielerin.

## Leben und Leistungen
Kaye studierte an der in Pittsburgh angesiedelten Carnegie Mellon University. Sie debütierte im Kurzfilm The Witches of Salem: The Horror and the Hope (1972), welcher die am Ende des 17. Jahrhunderts stattgefundenen Ereignisse zeigt. Im Actionthriller Checkmate (1973) spielte sie eine der größeren Rollen.
In der Komödie Die Klassenfete (1983) übernahm Kaye eine der Hauptrollen. In der Fernsehkomödie Das total ausgeflippte Sommercamp (1985) trat sie in einer größeren Rolle neben Michael J. Fox und Adam Baldwin auf. Größere Rollen übernahm sie ebenfalls an der Seite von Robyn Lively in der Fantasykomödie Teen Witch (1989) und neben Robert Forster im Horrorfilm Malediction – Fluch des Dämon (1989). Ihre bisher (Juli 2008) letzte Rolle erhielt sie im Horrorfilm Pumpkinhead II: Blood Wings aus dem Jahr 1994.
Kaye trat unter anderen in einem Werbefilm für die United States Navy auf, in dem sie eine neu eingestellte Soldatin spielte.

## Filmografie (Auswahl)
- 1972: The Witches of Salem: The Horror and the Hope
- 1973: Checkmate
- 1977: Auf der Suche nach Mr. Goodbar (Looking for Mr. Goodbar)
- 1977–1978: The Betty White Show (Fernsehserie)
- 1980: Todeskommando Schweinebucht (Cuba Crossing)
- 1982: Ein besonderer Held (Some Kind of Hero)
- 1983: Die Klassenfete (My Tutor)
- 1985: Das total ausgeflippte Sommercamp (Poison Ivy)
- 1989: Teen Witch (Teen Witch)
- 1989: Malediction – Fluch des Dämon (Satan’s Princess)
- 1994: Pumpkinhead II: Blood Wings